# Mariano Roca de Togores
Mariano de las Mercedes Roca de Togores y Carrasco (Albacete, 17 de agosto de 1812-Lequeitio, 4 de septiembre de 1889), grande de España, i marqués de Molins y i vizconde de Rocamora, fue un escritor romántico, orador, diplomático y político conservador español. Fue numerosas veces ministro durante el reinado de Isabel II y los inicios de la Restauración, embajador de España y miembro y presidente de la Real Academia Española. 

## Datos familiares y nobiliarios
Nació en Albacete el 17 de agosto de 1812, durante el trayecto de vuelta familiar desde Madrid hasta Orihuela, hijo de Luis Manuel Roca de Togores y Valcárcel, ii conde de Pinohermoso, y de María Francisca de Paula Carrasco y Arce, vi condesa de Villaleal. Su hermano primogénito, Juan Roca de Togores y Carrasco ostentó el título de iii conde de Pinohermoso.

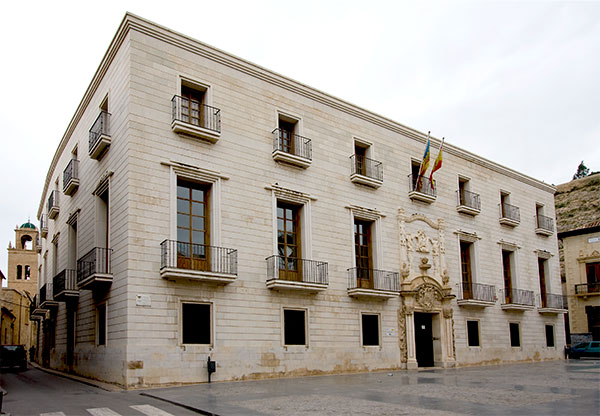
Palacio del Duque de Pinohermoso en Orihuela.

Residió en Orihuela en el palacio familiar que su padre el conde de Pinohermoso tenía junto a la catedral oriolana. Fue primer marqués de Molins (15 de septiembre de 1848) en honor a la pedanía oriolana de Molíns, vizconde de Rocamora, caballero de Orden del Toisón de Oro, gran cruz de la Orden de Carlos III, caballero de las órdenes de San Juan y de la de Calatrava, maestrante de Valencia, gran cruz de la Legión de Honor; embajador de España en Francia, diputado y senador vitalicio, ministro de Marina, Fomento y de Estado; académico de las reales academias de Historia, de Bellas Artes de San Fernando y de la de Ciencias Morales y Políticas.
Casó en primeras nupcias el 10 de abril de 1833 en Valencia (San Andrés) con María Teresa Roca de Togores y Alburquerque, fallecida en 1842, de la que tuvo dos hijos, y en segundas nupcias (10 de mayo de 1849) en Madrid (San Luis) con María del Carmen de Aguirre-Solarte y Alcíbar, de la que tuvo otros cinco. Fue nombrado grande de España en 1863 y condecorado con la Orden del Toisón de Oro, perteneciendo así a una de las pocas familias españolas (fuera de la real Familia) en la que varios de sus miembros pertenecían a esta orden, ya que su hermano mayor Joaquín, conde de Pinohermoso, también lo poseía.

## Actividad literaria
Como hombre de letras fue uno de los discípulos de Alberto Lista. Fue miembro de la Real Academia de Bellas Artes de San Fernando y de la Real Academia Española, de la que llegó a ser director en 1865. realizando en ella una reforma vital para la misma. Presidió el Ateneo de Madrid entre 1874 y 1876. Se le atribuye la popularización de la expresión «La millor terreta del món» para hacer referencia a Alicante.

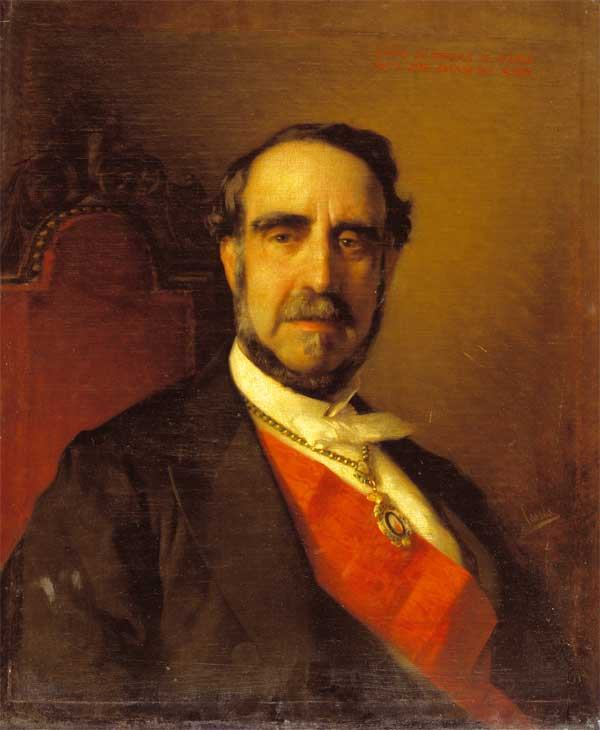
Mariano Roca de Togores, por José Casado del Alisal (Ateneo de Madrid).

Como escritor cultivó todos los géneros, desde el drama histórico hasta la seguidilla popular. Imprimió unas Obras poéticas (1851) donde se mezclan las piezas neoclásicas y románticas. En sus romances jocosos y letrillas hay verdadera gracia y alegría; imitó a Ángel de Saavedra, duque de Rivas, en sus leyendas (como "El cerco de Orihuela") y romances históricos, llenos de patriotismo y espíritu aristocrático no siempre laudable. También hay poemas de amor y religiosos e intentó la dolora al estilo de Ramón de Campoamor, poeta que conocía bien y al cual dedicó su discurso de ingreso en la Real Academia (1862). Escribió numerosos artículos. Fue un mecenas de las Artes y las Letras y eran famosas sus veladas literarias en su palacio de Madrid, entre las que se reunían los mayores artistas de la capital, entre ellos José Zorrilla y Ramón de Campoamor.
En El Parnasillo leyó su drama romántico El Duque de Alba (1831) a Ventura de la Vega, Antonio Gil y Zárate, Patricio de la Escosura, Manuel Bretón de los Herreros, y Larra, de quien era sincero amigo, mucho antes del estreno de los grandes dramas del teatro romántico español, siendo por tanto el introductor del romanticismo teatral en el país. La dio a las tablas en 1845 con el título La espada de un caballero. Es un drama que mezcla lo trágico y lo cómico y posee una variada versificación. Su obra Doña María de Molina está considerada por Allison Peers y otros tratadistas como uno de los diez mejores dramas del Romanticismo español, es muy fiel a la historia real y no se inspira en el drama de Tirso de Molina sobre el mismo tema, La prudencia en la mujer, que desconocía.
Escribió, entre otras obras, Poesías, El Romancero de la Guerra de África (Madrid, 1860), La sepultura de Miguel de Cervantes. Memoria escrita por encargo de la Academia Española y leída á la misma por el Marqués de Molins (Madrid, 1870); Opúsculos críticos y literarios, Recuerdos de Salamanca, La manchega (obra contestada por Luis García-Herraiz en Lo manchego, libro en el que ante la imagen idílica de Roca de Togores, su autor plantea una visión crítica de la región) y La Peña de los Enamorados. Escribió también biografías: Bretón de los Herreros: recuerdos de su vida y de sus obras (Madrid, 1883).

## Actividad política

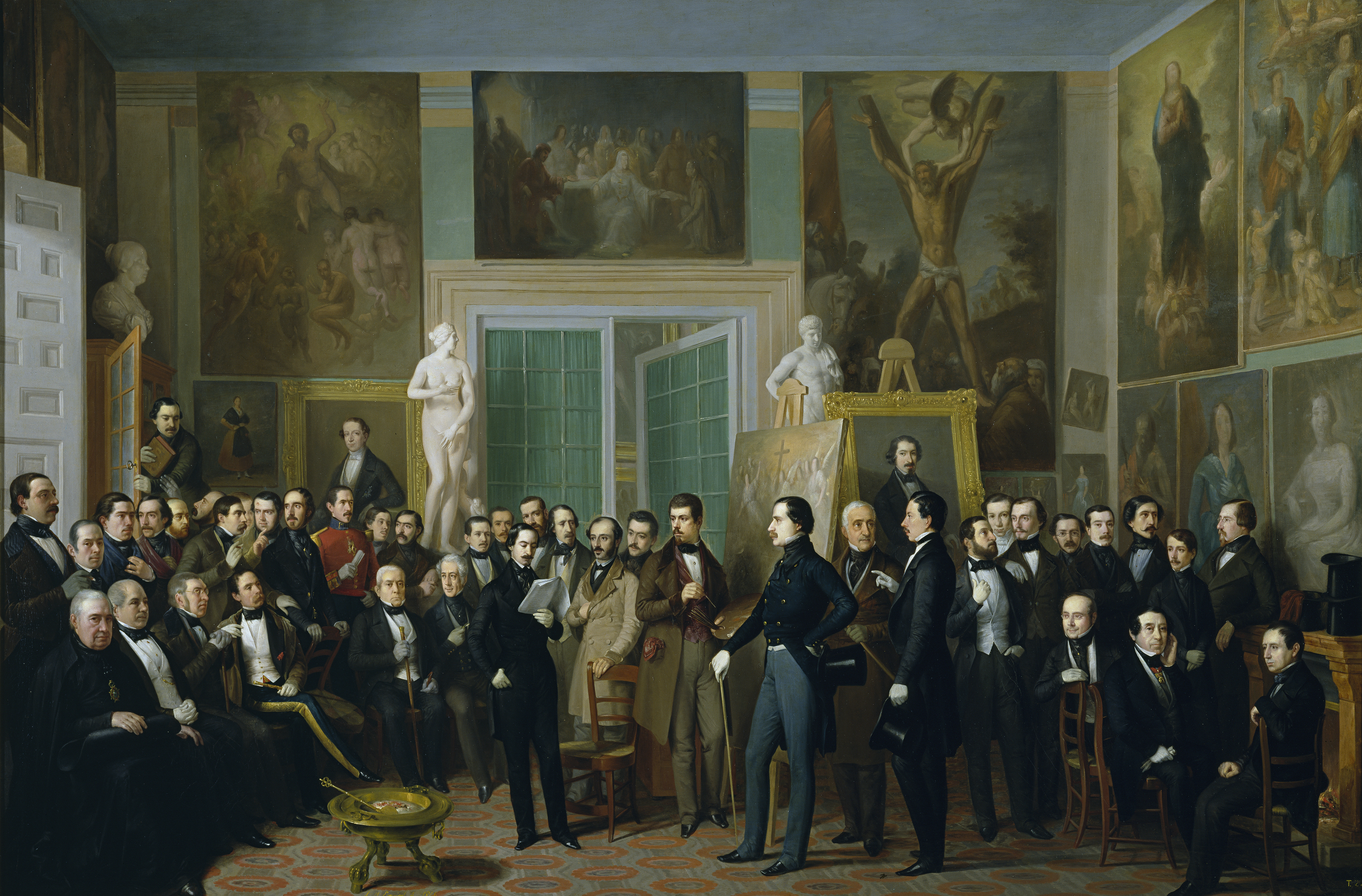
Mariano de las Mercedes Roca de Togores y Carrasco retratado en Los Poetas contemporáneos (1846), pintado por Antonio María Esquivel (Museo del Prado, Madrid).

Mariano Roca de Togores y Carrasco se alió al partido moderado y se hizo famoso al acusar a Salustiano de Olózaga en 1843. En 1847 fue ministro de Fomento durante tres meses, al ser creada esta cartera, con el duque de Sotomayor; reformó la Real Academia Española, la Real Academia de la Historia, la Real Academia de Medicina y Ciencias Naturales y la Real Academia de Leyes de estos Reynos y de Derecho Público y fundó la Real Academia de Ciencias Morales y Políticas.
De nuevo fue ministro con Narváez (1847 a 1849), sustituyendo a Beltrán de Lis, y con el conde de San Luis (1853 a 1854), desempeñando las dos veces la cartera de Marina. En 1863 fue encargado de la Embajada de España en Londres hasta 1866. Durante la Revolución de 1868 ("La Gloriosa") redactó la carta que la nobleza española dirigió al príncipe de Asturias, tomó parte muy activa en los trabajos preparatorios de la proclamación del príncipe Alfonso, contribuyendo a la concesión de plenos poderes por la reina Isabel II a Antonio Cánovas del Castillo y formó parte del Ministerio de Regencia presidido por el mismo. Al producirse la Restauración desempeñó la cartera de Marina nuevamente en el Ministerio-Regencia y acompañó a Alfonso XII en su viaje desde Marsella a Madrid. Al concluir sus tareas en este Ministerio fue embajador en París hasta 1881 y después ante la Santa Sede, negociando en 1885 con el pontífice León XIII el arreglo pacífico de la cuestión de las Carolinas. De regreso a España dirigió hasta su muerte la minoría conservadora en el Senado, del que era miembro vitalicio. En total fue ministro de Marina en siete ocasiones entre los años 1847 y 1879, contribuyendo a la modernización de la marina española.

## Obras
Sus obras completas se imprimieron con el título Obras de Mariano Roca de Togores, Marqués de Molins (Madrid, 1881-1890, 6 vols.) T. I: Poesías. - 3ª ed. (1881). T. II: Dramas y Comedias (1881). T. II: Opúsculos críticos y literarios: primera parte, con un prólogo del Duque de Rivas (1882). T. IV: Opúsculos críticos y literarios: segunda parte (1882). T. V: Discursos académicos: primera parte. Con un prólogo de Francisco Sánchez Suárez (1890). T. VI: Discursos académicos: segunda parte (1890).